# 近衛秀馬
近衛 秀馬（このえ しゅうま、1992年10月18日 - ）は、日本の男性声優。東京都出身。81プロデュース所属。

## 略歴
父が手塚治虫の作品が好きで、母も『週刊少年ジャンプ』を読むのが好きだったため、小さい頃からアニメ、漫画が身近な存在だったという。
昔からアニメ、芝居は好きだったが、中学生の頃、テレビアニメ『いちご100%』のスタッフロールでキャラクター名の横にキャスト名があることに気付いたという。その時に「これはなんだろう」と調べ、職業としての声優を知ったという。
声優事務所へ行こうと思っていたが、その前に「専門学校に行くべきだよな、そのためには高校にも行かないと……」という具合に、段階を踏み声優業界へ進むことにしていたという。東京アナウンス学院での1年目では声優の勉強もしつつ舞台稽古のレッスンを受けていたという。その時に舞台の楽しさに気づいて、当初は舞台役者の道に進もうとしていたが、舞台の講師には、「お前は声が響くし、声優向きだと思うから行ってみたら？」とアドバイスを受ける。その後81プロデュースの養成所に通い始めて、81プロデュースに所属したという。

## 人物
趣味・特技はスケートボード、野球など球技、フィギュアスケート、読書、観劇、映画観賞、漫画集め。 
好きなアニメは『ドラゴンボール』、ガンダムシリーズ、『いぬかみっ!』、『うしおととら』、『ジョジョの奇妙な冒険』。 
好きなアニソンは『ドラゴンボール』、ガンダム、ディズニー、『デジモン』、『マクロス7』などの楽曲。
好きな色は赤、青、黒。
好きな食べ物はラーメン、甘い物、茄子。

## 出演
太字はメインキャラクター。

### テレビアニメ
2016年
- ポケットモンスター XY&Z（兵士たち）
- 怪盗ジョーカー（忍者C）

2017年
- ゼロから始める魔法の書（村の男C）
- 恋愛暴君（手下たち）
- フューチャーカード バディファイトX（レッドゼットA）
- リトルウィッチアカデミア（観客）
- EVIL OR LIVE

2019年
- 3D彼女 リアルガール（男子生徒）
- カードファイト!! ヴァンガード（ヴァンガード部員）

2020年
- 22/7（スタッフ）
- メジャーセカンド（森口、一塁審）

2021年
- ワッチャプリマジ!

2022年
- うたわれるもの 二人の白皇（ヤマト兵）

2023年
- 弱虫ペダル LIMIT BREAK（観客）
- ゾン100〜ゾンビになるまでにしたい100のこと〜（奥を駆け抜けるゾンビ）

2025年
- ギルドの受付嬢ですが、残業は嫌なのでボスをソロ討伐しようと思います（冒険者）
- クラシック★スターズ（スタッフ）

### 劇場アニメ
- がんばっていきまっしょい（2024年、男子生徒）

### ゲーム
2016年
- School of Talent（神宮寺司）
- ナイトスリンガー（ロビン、ダニー、ストニル、男性X）
- WHITE（オーク青年グゴドン、盗賊C、リンネ村人、村人）
- 黎冥学園生徒会天〜魔の末裔と禁断の果実〜

2017年
- 幻想神域 -Link of Hearts-（エイガー、ヘルファイア、ワナルージ、村人）
- SEVENTH DARK（エドガー）
- ウイニングハンド 

2019年
- Readyyy! (宗像十夜）

2020年
- ファイナルファンタジーVII リメイク
- 信長の野望　覇道（島津歳久、穂井田元清）

### ドラマCD
- 81プロデュース35周年企画オーディオドラマ 紫電改のタカ（2016年、古参兵3）
- 世界最強の魔王ですが誰も討伐しにきてくれないので、勇者育成機関に潜入することにしました。ドラマCD「魔王様監督? 適性試験実施」（2020年、キース[17]）
- THE IDOLM@STER  MILLION THE@TER WAVE 08 miraclesonic☆expassion（2020年、男性ダンサー）
- FLOW//RIDER ドラマCD Vol.1 -START UP!-（2020年、橘 百波）

### オーディオブック
- さびしがりやのロリフェラトゥ（2019年、能ヶ谷風吹[18]）
- とある飛空士への誓約（2019年、ライナ・ベック[19]）
- AURA 〜魔竜院光牙最後の闘い〜（2019年、佐藤一郎[20]）
- 世界最強の魔王ですが誰も討伐しにきてくれないので、勇者育成機関に潜入することにしました。1～2（2020年、キース[21][22]）
- 勇者に期待した僕がバカでした（2020年、朗読、エルブランコ[23]）
- 犬と魔法のファンタジー（2021年、ロエル猪突 ほか[24]）
- 奇械仕掛けのブラッドハウンド（2021年、男性モブ[25]）
- 北海道の現役ハンターが異世界に放り込まれてみた　1-2（2022年、2025年ファゴット、ラント ほか[26]）
- GランDKとダーティ・フェスタ（2022年、）
- 鳥葬 -まだ人間じゃない-（2022年、朗読+ 陵司）
- 負けヒロインが多すぎる!1〜5（2023年〜2025年、玉木慎太郎＋綾野光希+橘聡＋中也ほか[27]）
- 魔女と猟犬（2023年）
- シュレディンガーの猫探し（2023年、朗読＋守明令和）

### ボイスコミック
- こっちむいて!みい子（2019年、神父[28][29]））
- 鬼怒川さんは圧がつよい（2019年、浦賀心平[30]）
- 片想いミステイク！（2019年、青野士郎[31]）
- 12歳。シリーズ（2019年、皆見瑛太[32][33]））
- 同級生と恋する方法（2020年、お父さん[34]）

### 吹き替え

#### アニメ
- ウィッシュ（2023年、[35]）

### その他コンテンツ
- Flow//Rider（2020年- 2021年 、橘百波[36]）

## ディスコグラフィ

### キャラクターソング
| 発売日   | 商品名                        | 歌 | 楽曲                                                    | 備考                     |
| 2018年   | 2018年                        | 2018年 | 2018年                                                  | 2018年                   |
| -------- | ----------------------------- | --- | ------------------------------------------------------- | ------------------------ |
| 4月14日  | Readyyy! Project              | RayGlanZ | 「GO NOW!」                                             | ゲーム『Readyyy!』関連曲 |
| 6月3日   | Readyyy! Project 第2弾        | RayGlanZ | 「すきだ」                                              | ゲーム『Readyyy!』関連曲 |
| 8月26日  | The Beginning Place           | 久瀬光希（住谷哲栄）、藤原蒼志（澤田龍一）、明石達真（黒木陽人）、宗像十夜（近衛秀馬）、上條雅楽（榊原優希）                                                             | 「The Beginning Place (Short Ver.)」                    | ゲーム『Readyyy!』主題歌 |
| 9月22日  | Readyyy! Project 第3弾        | RayGlanZ | 「Shining magic」                                       | ゲーム『Readyyy!』関連曲 |
| 2019年   |                               | |                                                         |                          |
| 3月27日  | Readyyy! Selections           | SP!CA、摩天ロケット、Just 4U、RayGlanZ、La-Veritta | 「Special Medley」                                      | ゲーム『Readyyy!』関連曲 |
| 8月17日  | Readyyy! 第4弾                | RayGlanZ | 「Bring it on」 「nineteen! feat.RayGlanZ -short ver-」 | ゲーム『Readyyy!』関連曲 |
| 2021年   |                               | |                                                         |                          |
| 12月22日 | Readyyy! 第5弾                | RayGlanZ | 「There's a light」                                     | ゲーム『Readyyy!』関連曲 |
| 12月22日 | RE:motion                     | SP!CA、摩天ロケット、Just 4U、RayGlanZ、La-Veritta | 「RE:motion」                                           | ゲーム『Readyyy!』関連曲 |
| 2022年   |                               | |                                                         |                          |
| 6月22日  | Readyyy! T.O.P Idol SHOW!! EP | Team Flame (上條雅楽（CV: 榊原優希）, 折笠凛久（CV: 美藤大樹）, 碓井千紘（CV: 小野将夢）, 宗像十夜（CV: 近衛秀馬）, 久瀬光希（CV: 住谷哲栄） , 錦戸佐門（CV: 長谷徳人）) | Mr. LaseR                                               | ゲーム『Readyyy!』関連曲 |
| 2023年   |                               | |                                                         |                          |
| 7月30日  | Are you Readyyy？             | SP!CA、摩天ロケット、Just 4U、RayGlanZ、La-Veritta | 「Are you Readyyy？」                                   | ゲーム『Readyyy!』関連曲 |

## ライブ・イベント

### 合同ライブ
| 出演日             | タイトル                                                                               | 会場                             |
| ------------------ | -------------------------------------------------------------------------------------- | -------------------------------- |
| 2018年2月14日      | 『Readyyy!』プロジェクト2月14日制作発表vol.1                                           | 六本木ニコファーレ（東京都）     |
| 2018年3月14日      | 『Readyyy!』プロジェクト3月14日制作発表Vol.2                                           | 六本木ニコファーレ（東京都）     |
| 2018年4月14日      | 【セガフェス2018】『Readyyy!』ゴー☆ルドステージ Vol.0 〜僕ら、本格始動します！〜       | ベルサール秋葉原（東京都）       |
| 2018年4月28日      | 『Readyyy!』ゴー☆ルドステージ Vol.1 〜僕ら、明日に向かって歌います！〜                 | 原宿クエストホール（東京都）     |
| 2018年5月13日      | 『Readyyy!』ゴー☆ルドステージ Vol.2 〜僕ら、晴れやかにおもてなしします！〜             | よみうりホール（東京都）         |
| 2018年6月3日       | 『Readyyy!』ゴー☆ルドステージ Vol.3 〜僕ら、雨ニモマケズおもてなしします！〜           | よみうりホール（東京都）         |
| 2018年7月16日      | 『Readyyy!』ゴー☆ルドステージ Vol.4 〜僕ら、夏の太陽より熱くおもてなしします！〜       | よみうりホール（東京都）         |
| 2018年7月22日      | 『Readyyy!』ゴー☆ルドステージ Vol.4.5 〜僕ら、池袋で2日間おもてなしします！〜          | セガ池袋GiGO 7F（東京都）        |
| 2018年8月26日      | 『Readyyy!』ゴー☆ルドステージ Vol.5 〜僕ら、夜空の花火よりも盛大におもてなしします！〜 | よみうりホール（東京都）         |
| 2019年5月11日      | Readyyy! Happyyy! Partyyy! 2019                                                        | 日本消防会館（東京都）           |
| 2019年8月14日      | ディアプロ夏祭り〜OTODAMA de ソイヤ！〜                                                | OTODAMA SEA STUDIO（神奈川県）   |
| 2020年2月8日       | Readyyy! 2nd anniversary LIVE "THE NEW MOMENT"                                         | 恵比寿 The Garden Hall（東京都） |
| 2021年3月13日,14日 | Readyyy! 3rd anniversary Live “LINK THE MOMENT”                                        | Yokohama 1000 CLUB（神奈川県）   |
| 2022年2月13日      | Readyyy! 4th Anniversary Live "Twinkle of Protostars"                                  | 豊洲ピット（東京都）             |

### イベント
- 第７回　81LIVE SALON～声瞬 - 番外編 - ～『81研究生落語会』 プロデュースby 入船亭扇蔵（2015年12月5日）
- 第14回 81LIVE SALON～声瞬～拗らせ病の処方箋 （2016年5月14日）
- 第30回　８１LIVESALON『～声瞬～　81声優落語会　第参回』（2017年7月1日）
- 第60回81LIVESALON『声瞬～情動の雪待月～キヨさんグループ公演vol.2』（2019年11月2日）
- 四月は君の嘘 音楽朗読劇（2023年3月27日～2023年4月2日、相座武士）